# Пеланди, Паоло
Пьетро Паоло Пеланди (итал. Pietro Paolo Pelandi) — итальянский певец и композитор. Известен под псевдонимом P. Lion.

## Музыкальная карьера

### Начало
Играть на фортепиано и сочинять музыку Паоло начал в юности. Псевдоним P. Lion он выбрал, поскольку P — это первая буква всех слов в его имени, а лев — символ его семьи.
Первый хит «Happy Children» 1983 года был продан миллионными тиражами и находился в высших позициях чартов в Европе в 1984–1985 годах. Композиция звучала в качестве заставки-гимна Чемпионата Европы по футболу 1984 года. Продюсером сингла «Happy Children» был Давид Замбелли, также работавший в то время с группой Scotch. Второй хит, «Dream», вышел в 1984 году. Обе песни были особенно популярны во Франции: «Dream» была заставкой французского хит-парада Top 50 с 1984 по 1993 годы, а в 2000 году новой темой французского топ-50 стал ремикс на «Happy Children».
Свой первый альбом, Springtime, Пеланди выпустил практически самостоятельно: сам писал музыку и тексты песен, сам пел и играл на синтезаторе, участвовал в создании аранжировок и продюсировании альбома. После выпуска Springtime музыкант подписал контракт с крупной миланской студией Discomagic, где продюсировал такие синглы, как «Believe Me» и «Under the Moon».
В 1995 году Паоло выпустил альбом A Step In The Right Way под лейблом Allione, но такого успеха, как первый, диск уже не получил.

### Настоящее
Паоло часто выступает вместе с Gazebo, его другом со времен расцвета итало-диско, а также Дэном Хэрроу, группами Scotch и Righeira. Иногда пишет для них композиции и делает аранжировки.
В 2005 году вместе с Давиде Сапиенца и Туллио Ланфранки основал звукозаписывающую компанию Faier Entertainment.

## Семья
О личной жизни Паоло Пеланди известно мало. Был женат, в 1990 году развёлся. Есть сын Эдоардо.

## Дискография

### Студийные альбомы
- Springtime (1984)
- A Step In The Right Way (1995)

### Синглы
- Happy Children (Carrère Records, 1984)
- Dream (Carrère Records, 1984)
- Reggae Radio (Carrère Records, 1984)
- Believe Me (Durium, 1985)
- Under The Moon (Durium, 1986)
- You'll Never Break My Heart (Durium, 1987)
- Burn In His Hand (P.Lion Production, 1991)